# محمد حسن عواد
محمد حسن قاسم عوّاد  (1902م - 1980م)، أديب ومفكر من الحجاز، من رواد النهضة الأدبية والفكرية في السعودية، من مواليد مدينة جدة.
كان مدرساً في مدرسة الفلاح، وقد تتلمذ على يده عدد من الأدباء منهم أحمد قنديل ومحمود عارف، ومحمد علي مغربي، و يعتبر مع خصمه الشاعر حمزة شحاتة رائدا الشعر الحداثي في السعودية. نشر أول كتاب نهضوي في تاريخ الجزيرة العربية تحت عنوان (خواطر مصرحة) نشر عام 1926م، وكان بمثابة صرخة أخلاقية مدوّية، وأثار لغطاً لايزال صداه قائم إلى الآن.

## شاعريته
" كان العواد معجبًا بمحمود عباس العقاد ، وتجمعه به عدد من الصفات مثل الاعتزاز بالنفس، وصلابة الرأي، واستماتته في الدفاع عنه، ولكنه أيضًا كان متأثرًا بجماعة أبوللو في المملكة [السعودية] ، وقد مهد لظهور الرومانسية منذ هجومه العنيف على التقليدية في مقاله "الأدب في الحجاز" في كتابه "خواطر مصرحة" وكان تأثير أبي شادي -خصة- في العواد واضحًا في دعوته إلى الشعر الحر والمرسل والمنثور، وفي محاولته توظيف الأسطورة، وإن ظلت في شعر العواد مجرد أسماء ومفردات مرصوصة في فضاء القصيدة لا دور لها ولا حياة فيها.
كان نشاط العواد الشعري ضورة صادقة وعملاً تطبيقيًا لما كان ينادي به من تجديد، وما يؤمن به من أفكار. فقد كتب شعرًا ملتزمًا [في] قضايا الإصلاح؛ لأنه كان يؤكد أن للأدب وظيفة إصلاحية؛ ولأنه كان يؤمن بالتجديد الشعري، فقد كتب شعرًا حرًا، وشعرًا منثورًا إلى جانب شعره العمودي، ونوّع في القافية، وجمع بين أكثر من بحر في القصيدة الواحدة، ، لكن محاولته الخروج على النمط التقليدي في العروض لم تثمر عن أي نجاح يذكر، ولكنها شجّعت الآخرين على المغامرة والتفكير في التجريب ودفعته مغامراته الشعرية، وشخصيته المفطورة على التجريب، المستمر إلى تناول موضوعات شديدة الواقعية، وإلى استخدام مفردات شعبية؛ مما يجعله رائدًا للأدب الواقعي في مفهومه الإصلاحي والتنويري كما أراد له العواد".
من أهم آثاره الشعرية، ديواني (آماس وأطلاس) و(قمم الأولمب)، حيث كسر العواد فيهما عمودية الشعر، وبهما مُنِح ريادة الشعر الحديث بالعالم العربي، منذ عام 1921.

## مؤلفات العواد الرائدة
- - تأملات في الأدب والحياة (مقالات)، مطبعة العالم العربي، القاهرة، 1369هـ/1950م.
- - (خواطر مصرحة).
- - (ديوان العواد)/ صدر في جزأين:

الجزء الأول ويضم/ 
- آماس وأطلاس.
- البراعيم
- نحو كيان جديد

الجزء الثاني ويضم/
- الساحر العظيم.
- في الأفق الملتهب.
- رؤى أبولون.
- - محرر الرقيق سليمان بن عبد الملك الأموي: اكتشاف وتحليل لشخصية إنسانية ثائرة، النادي الأدبي، جدة، ط1، 1396هـ/1976م.
- - الطريق إلى موسيقى الشعر الخارجية، النادي الأدبي، جدة، ط1، 1396هـ/1976م.[4]
- - (ديوان قمم الأولمب).

## من شعر العواد
نحن قوم بعضنا يعرف بعضا!
فلماذا نبرز الكبر ونرضى؟
ولماذا لم نرد ذي الأرض أرضا؟
إن منهاج السماوات بعيد
كلنا طين برى الله وماء،
ونفوس قد أعدت للعناء،
فإذا نحن تعاونا سواء،
وتفاهمنا فذا عيش سعيد،
حي يا عام الورى فردا ففردا
فالتحيات لأهل الأرض أجدى
حيهم يا عام ما عن ذاك معدى
لا تذر من سيد أو من مسود
حي يا عام! مليكاً وأميراً،
حي يا عام! رئيساً ووزيراً،
حي شعباً نائم الروح غريرا
حي شعباً يقظاً يبغي المزيد
حي يا عام ! فقيراً قلقا!،
وغنياً عانياً أو مطلقاً
وأسير النفس، أو منعتقاً،
وخلياً، وأخاهم شديد
حي كل الناس شريرا وخير
وغبياً مظلم الفكر ونير
وطليق العقل أو من لم يسير
عقله إلا أياد وقيود
كلهم يا عام! رغم الطبقات
رجل فرد له شتى السمات
واحد في شكله أو في الصفات
ولسيان قريب وبعيد..
كلهم في دهره طالب صيد
كلهم في سعيه يمشي رويد
عمرهم في ختله يشبه زيد
غير أن الضعف في الكل عتيد
كلنا يا عام ! في الضعف سواء
سالك النهج ومن يمشي الضراء
فاسأل الله لطلاب البقاء
نعمة الرحمة والعون الأكيد

## كتب ودراسات عنه:
- محمد حسن عواد شاعرًا، آمنة عبد الحميد عقاد، مطابع دار المدني للنشر والتوزيع، جدة، 1405هـ/1985م.
- أيام مع العواد: في صحبة عبقري حالم، محمد علي قدس، كتاب المجلة العربية، السعودية، 1446 هـ / 2025م.